# Уїнтаїт
Уїнтаїт (також гілсоніт) — твердий викопний бітум, різновид асфальтиту.

## Етимологія та історія
Археологічні розкопки показали, що природний асфальт використовувався вже в ранній античності (близько 1200 р. до н. е.) для виготовлення зброї та інструментів, а також для фарбування ювелірних виробів та скульптур. Цей матеріал особливо часто використовувався в регіоні Месопотамії, де були значні поклади природного асфальту. Народи, що жили там, такі як шумери, виготовляли судна та очеретяні човни (гуффа), які герметизували асфальтом. Вони також використовували цей матеріал як розчин для глиняної цегли. Подібне посилання можна знайти також у Буття 11:3 ELB щодо будівництва Вавилонської вежі, яке, згідно зі строгою біблійною хронологією, можна датувати періодом приблизно між 2300 і 2200 рр. до н. е.
Протягом тисячоліть сфери застосування розширювалися, так що до 2000 року до нашої ери натуральний асфальт використовувався як герметизуючий матеріал для лазень, човнів, каналів, туалетів та берегів річок в Індії та Європі, а також у Месопотамії. У Мохенджо-Даро, одному з двох головних центрів цивілізації долини Інду в Пакистані, басейн для купання розміром 12 м на 7 м був герметизований товстим шаром асфальту. Близько 2100 року до нашої ери цар Гудеа з Лагаша, міста-держави в південній Месопотамії, наказав доставити понад 100 тонн асфальту кораблем.  Таким чином, схоже, що жвава торгівля нафтопродуктами не є привілеєм сучасності. Близько 2050 року до нашої ери був побудований зикурат Нанна в Урі, триярусна вежа з вогнетривкої цегли, викладеної в асфальт, та великими терасами, покритими асфальтом. У VII столітті до нашої ери натуральний асфальт використовувався як герметизуючий матеріал для лазень, човнів, каналів, туалетів та берегів річок. До I століття до нашої ери асфальт вже використовувався в будівництві доріг в Ассирійській та Вавилонській імперіях. Там він служив як з'єднувальний матеріал або як розчинова основа для бульварів (Айбур-Шабу). Асфальт також використовувався для герметизації Висячих садів Семіраміди. Наприкінці 1980-х років було доведено, що єгиптяни використовували нафтовий асфальт з регіону Мертвого моря («єврейська смола», «єврейський клей», bitumen judaicum, «земляна смола») для бальзамування своїх фараонів, що історики до того часу виключали. За часів Римської імперії його використовували як розчин для з'єднань римських доріг у Помпеях близько 100 року до нашої ери, починаючи з Плінія Старшого. Асфальту дали назву Bitumen Iudaicum «єврейська смола». Римляни, як великі дорожні будівельники античності, майже не використовували бітум, вони переважно використовували деревну смолу.
Після занепаду Римської імперії та початку Середньовіччя значення асфальту значно зменшилося, і цей розвиток знову змінився лише у XVIII столітті. Близько 1000 року в Аравії розпочався видобуток бітуму з природного асфальту. Це досягалося шляхом нагрівання природного асфальту, що дозволяло йому випітніти.
Подібно до нафти, бітум або асфальт (лат. asphaltum, також aspaltum) використовувався в середньовічній та ранньомодерній медицині.
Окрім використання як будівельного матеріалу, асфальт також використовувався в лікувальних цілях у XV столітті в Імперії інків у Південній та Центральній Америці.
Під час своїх дослідницьких подорожей сер Волтер Рейлі 22 березня 1595 року відкрив природне асфальтове озеро (La Brea Pitch Lake) на острові Тринідад. Він скористався можливістю та властивостями асфальту для герметизації протікань, оскільки інакше його корабель був би непридатним для плавання. Асфальт, що виходить з надр, досі використовується в будівництві доріг.
У 1712 році грецький лікар Ейріні д'Ейрініс відкрив гігантські родовища асфальту Ла-Преста в долині Валь-де-Травер у Швейцарії.  Спочатку його цікавило лише його медичне застосування. Завдяки технічним перевагам цього матеріалу, він нарешті написав свою «Дисертацію про асфальт або природний цемент» у 1721 році та своїми дослідженнями започаткував сучасну технологію асфальту. Протягом приблизно трьох століть (з 1712 по 1986 рік) асфальт видобували з лабіринту тунелів та галерей асфальтових шахт у долині Валь-де-Травер довжиною понад 100 км та експортували по всьому світу. Після зміни власників, шахти у 1873 році перейшли до володіння англійської компанії Neuchâtel Asphalt Company Ltd., а в 1960 році їх придбала найбільша європейська дорожньо-будівельна компанія, англійська компанія Tarmac. У Франції подальші значні родовища були виявлені в 1756 році поблизу Лобсанна в Ельзасі та в 1797 році поблизу Сейселя у Верхній Савойї.
Мастиковий асфальт, суміш асфальтової мастики (розплавленого, подрібненого асфальтового каменю) та асфальтового дьогтю (раніше відомого як гудрон), іноді збагаченого гравієм або піском, спочатку використовувався для виготовлення дорожніх покриттів. У 1835 році перші тротуари в Парижі (на Пон-Рояль та Пон-дю-Каруссель) були вимощені таким чином. Кілька років по тому мастиковий асфальт також використовувався в дорожньому будівництві (у Ліоні в 1838 році та в Парижі в 1840 році). Однак розм'якшення матеріалу влітку виявилося проблемою.
Тому невдовзі почалося використання утрамбованого асфальту (подрібненого природного асфальтового каменю) (у Парижі вже в 1854 році, а в Лондоні, Відні та Берліні лише близько 1870 року). Його наносили на бетонну основу, а потім утрамбовували до товщини всього кілька сантиметрів шляхом трамбування. Вплив транспорту з часом ще більше утрамбовував і полірував утрамбований асфальт. Недоліком виявилося те, що дорожні покриття були надзвичайно слизькими під час дощу, через що транспортні засоби (особливо ті, що мали гумові шини) дуже легко заносилися, що призводило до численних дорожньо-транспортних пригод. Ще в 1928 році газета Vossische Zeitung була обурена тим, що Берлінське управління цивільного будівництва відмовилося від використання утрамбованого асфальту.
Асфальтові покриття, які зазвичай використовуються сьогодні (суміш піску певного розміру зерен та нафтового бітуму), були розроблені в Північній Америці ще в 1870-х роках, але не отримали  поширення в Європі до початку 20 століття (Штутгарт 1911, Гамбург 1912 та Дрезден 1913).
Асфальт як будівельний матеріал набув дедалі більшого значення на початку 20 століття, частково через неухильне падіння ціни на матеріал. Перші асфальтозмішувальні заводи почали працювати в Сполучених Штатах у 1907 році. У Берліні автомагістраль AVUS вперше була вимощена асфальтом у 1914 році для досягнення більшої міцності.
Окрім використання в дорожньому будівництві, асфальт також використовувався для герметизації дамб з 1923 року. Щоб пришвидшити монтаж та покращити якість покриття, використання дорожніх бруківок вперше було випробувано в Каліфорнії в 1924 році. У наступні роки було розроблено кілька методів випробувань для визначення якості будівельного матеріалу, які дійсні й сьогодні. Випробування кільцем і кулькою було запроваджено в 1936 році, випробування точки розриву Фрааса через рік, а випробування Маршалла в 1939 році.
Ілюстрація будівельного майданчика з мастичного асфальту з 1880 року. Мастичний асфальт нагрівали в транспортному котлі, а потім укладали та шліфували вручну.
Спеціальні добавки дозволили укладати асфальт у холодних умовах з 1950 року (так званий холодний асфальт). Для визначення товщини укладеного асфальту в Австрії в 1959 році було розроблено та успішно випробувано метод неруйнівного контролю з використанням ізотопів.
Вимагаючи якомога швидше відводити поверхневі води зі злітно-посадкових смуг аеропортів, в Англії в 1963 році було укладено дренажний асфальт. Невдовзі після цього, в 1968 році, вперше було укладено кам'яний мастиковий асфальт. На початку 1970-х років розпочалася переробка асфальту, що виникла в Сполучених Штатах. Щоб забезпечити максимально надійну гідроізоляцію, асфальт використовується в будівництві звалищ з 1979 року.
Окрім придатності як будівельного матеріалу, асфальт також використовується в мистецтві. Так у 1998 році в Австрії було створено асфальтове мистецтво. З того часу Міхаель Шайрл використовує асфальт як основний матеріал для своїх асфальтових картин.
За назвою родовища Уїнта (штат Юта, США), W.P.Blake, 1885.

## Опис
Склад у %: C — 88,30; H — 9,96; S — 1,32; O і N — 0,32. Густина 1,05-1,07. Твердість 2,0-3,0. Колір смоляно-чорний. Блискучий. Риса бура. Злом раковистий. Легко плавиться. Утворює жили товщиною від кількох сантиметрів до 6 м довжиною.